# Parco Nazionale Museo delle Miniere dell’Amiata
Le Parco Nazionale Museo delle Miniere dell’Amiata rassemble les lieux et les espaces muséaux consacré à l'histoire de l'exploitation des mines de cinabre du Mont Amiata en Toscane (confins de la  province de Grosseto et de la province de Sienne).
Outre les friches industrielles et les vestiges d'exploitation par  galeries de mines, deux musées sont présents qui détaillent la vie des mineurs et des ouvriers au XIXe siècle :
- à Abbadia San Salvatore (SI) : le  Museo Minerario di Abbadia San Salvatore
- à Santa Fiora (GR) : le Museo delle Miniere di Mercurio del Monte Amiata